# Intercommunale Binnen-Vlaanderen
De Intercommunale Binnen-Vlaanderen (Frans: Communauté de communes de Flandre Intérieure) is een  Franse intercommunale structuur, opgericht op 1 januari 2014, die gelegen is in het arrondissement Duinkerke in het Noorderdepartement in de regio Hauts-de-France.
Een Intercommunale is een samenwerkingsverband tussen Franse gemeenten die de status van een onafhankelijke rechtspersoon heeft. Frankrijk heeft relatief kleine gemeentes en door middel van een dergelijk samenwerkingsverband met omringende gemeentes kunnen bepaalde zaken efficiënter en goedkoper geregeld worden. Als dusdanig is een Intercommunale (Frans: communauté de communes) dus vooral interessant voor dunbevolkte plattelandsgemeentes. Het is echter niet een officiële bestuurslaag tussen de gemeente en het departement.

## Samenstelling
De Intercommunale Binnen-Vlaanderen bestaat uit de 88 afgevaardigden uit de 50 deelnemende gemeenten :

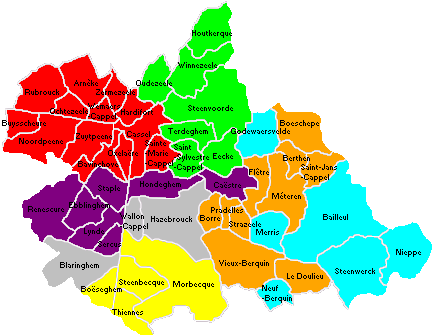
De Intercommunale Binnen-Vlaanderen

| - Arneke - Bavinkhove - Belle - Berten - Blaringem - Boeschepe - Boezegem - Borre - Buisscheure - Kaaster | - Kassel - Ebblingem - Eke - Godewaarsvelde - Hardefoort - Hazebroek - Hondegem - Houtkerke - Linde - Merris | - Meteren - Morbeke - Nieuw-Berkijn - Noordpene - Oud-Berkijn - Niepkerke - Ochtezele - Okselare - Oudezele - Pradeels | - Ruisscheure - Rubroek - Sint-Janskappel - Sint-Mariakappel - Sint-Silvesterkappel - Stapel - Steenbeke - Steenvoorde - Steenwerk - Stegers | - Strazele - Terdegem - Tienen - Vleteren - Waalskappel - Wemaarskappel - Winnezele - Zermezele - Zerkel - Zoeterstee - Zuidpene |

## Geschiedenis
De Intercommunale Binnen-Vlaanderen  omvat 50 deelnemende gemeenten en is ontstaan op 1 januari 2014 uit de fusie van 6 oude intercommunales en 3 afzonderlijke gemeenten:
- De Communauté de communes du Pays de Cassel (13 gemeenten, zetel: Kassel).
- De Communauté de communes du Pays des Géants (7 gemeenten, zetel: Steenvoorde).
- De Communauté de communes de l'Houtland (7 gemeenten, zetel: Ebblingem).
- De Communauté de communes de la Voie romaine (4 gemeenten, zetel: Steenbeke).
- De Communauté de communes Monts de Flandre-Plaine de la Lys (7 gemeenten, zetel: Belle), uitgezonderd de gemeente Sailly-sur-la-Lys, die gelegen is in het departement Pas-de-Calais en thans deel uitmaakt van de Intercommunale Vlaanderen-Leiedal.
- De Communauté de communes rurales des Monts de Flandre (10 gemeenten, zetel: Strazele).
- De 3 gemeenten Blaringem, Hazebroek en Waalskappel die voorheen geen deel uitmaakte van een intercommunaal samenwerkingsverband.